# Eyalet d'Egitto
L'eyalet d'Egitto (in arabo إيالة مصر‎?) è stato una provincia dell'Impero ottomano, nell'area dell'Egitto.
L'Egitto venne conquistato dall'Impero ottomano nel 1517, a seguito della guerra ottomano-mamelucca del 1516-17 e la perdita della Siria da parte dei turchi nel 1516. L'Egitto venne amministrato come un eyalet dell'Impero ottomano (in turco Mısır Eyaleti) dal 1517 sino al 1867, con un'interruzione durante l'occupazione francese, tra il 1798 ed il 1801.
L'Egitto fu da sempre una provincia difficilmente amministrabile da parte dei sultani ottomani, soprattutto a causa della continua e potente influenza dei mamelucchi, la casta militare egiziana che per secoli aveva dominato l'area, malgrado Selim I l'avesse sconfitta, e che fu lasciata spesso a gestire la cosa pubblica, in condizione di vassalla. Per questo l'Egitto rimase de facto sempre semi-autonomo sotto i mamelucchi sino all'invasione nel 1798 delle truppe francesi dell'allora console Napoleone Bonaparte. Dopo che i francesi lasciarono il Paese, il potere fu assunto nel 1805 da Muhammad ʿAli Pascià, un comandante militare greco al servizio delle forze militari ottomane in Egitto, che riuscì a disfarsi violentemente dell'ingombrante e inefficiente presenza neo-mamelucca.
L'Egitto sotto la dinastia di Muhammad Ali rimase nominalmente una provincia dell'Impero ottomano. Esso ottenne lo status di Stato vassallo autonomo, detto Chedivato, nel 1867.

## Storia

### Il primo periodo ottomano
Dopo la conquista dell'Egitto, il sultano ottomano Selim I lasciò il Paese e ne affidò il governo a Hayır Bey, con uno stuolo di circa 5000 giannizzeri, ma fece alcuni cambiamenti nell'amministrazione del paese. Lo Stato divenne infatti una provincia, non uno Stato vassallo, dell'Impero.
La storia della prima dominazione ottomana in Egitto si riassume essenzialmente in una competizione di poteri tra neo-mamelucchi e rappresentanti dei sultani turchi.
Gran parte delle terre erano ancora infeudate ai neo-mamelucchi, permettendo quindi a questi di tornare ben presto in posizione di grande influenza sostanziale. Gli emiri mamelucchi vennero mantenuti in carica come capi dei 12 sanjak nei quali l'Egitto era stato suddiviso. Sotto il governo del sultano ottomano successivo, Solimano il Magnifico, vennero create due assemblee governative, chiamate "Grande Divan" e "Piccolo Divan", ove erano rappresentate sia gli esponenti dell'esercito sia quelli religiosi, con la competenza di assistere e consigliare nelle sue deliberazioni il Pascià ottomano designato da Istanbul alla guida del Paese. Selim I aveva costituito sei reggimenti permanenti, mentre un settimo di Circassi venne aggiunto da Solimano.

#### 1527 - 1610

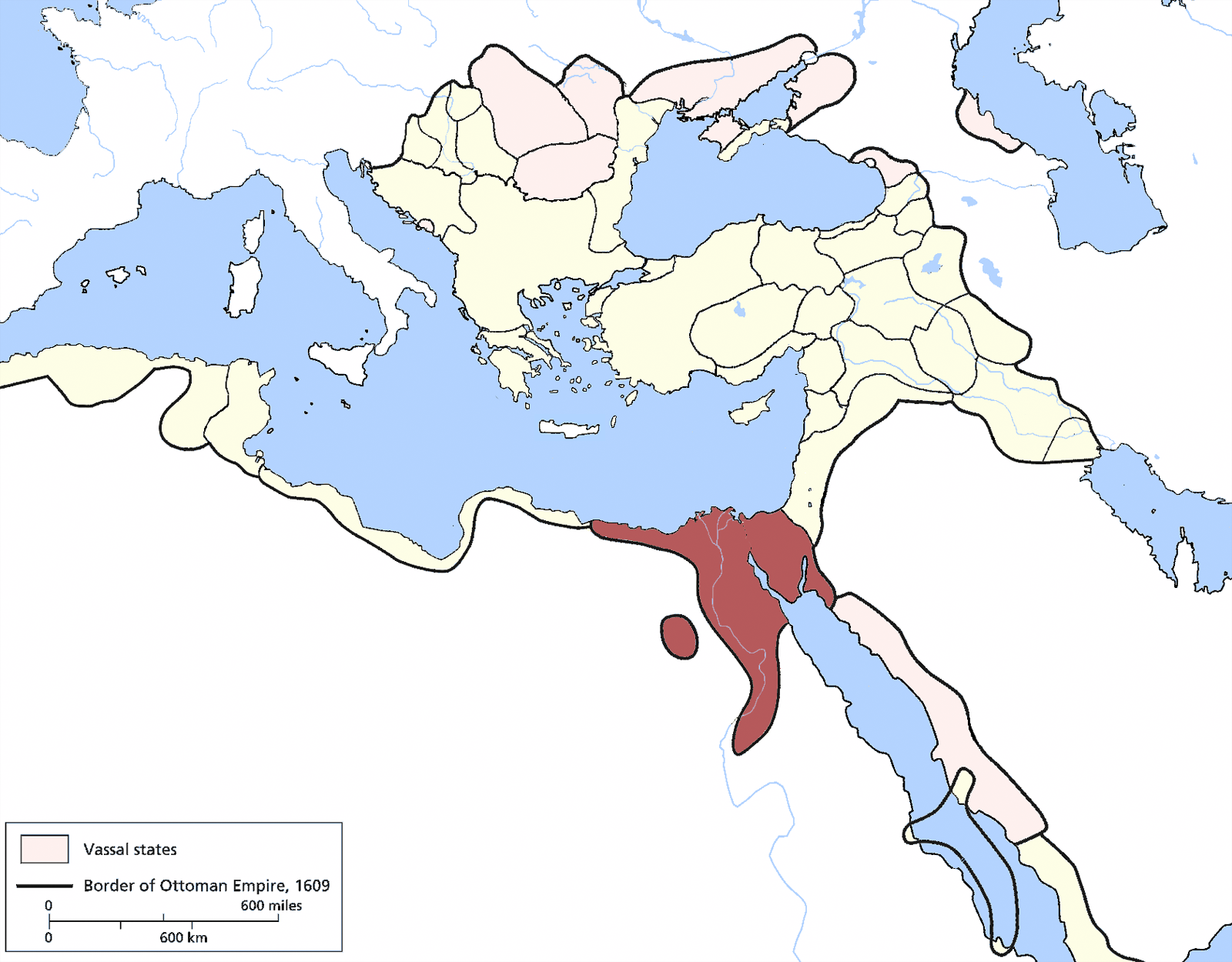
L'eyalet d'Egitto nel 1609

Nel 1527 era ormai completata la prima fase della presenza ottomana in Egitto. Le terre egiziane erano divise in terre di dominio diretto del sultano, in feudi, in terre per mantenere l'esercito e in terre di proprietà religiosa.
Era diritto della Sublime porta nominare e rimuovere il governatore dell'Egitto dopo circa un anno di servizio. Il terzo governatore, Ahmad Pascià, avendo sentito che da Costantinopoli era giunto l'ordine di esecuzione a suo danno, tentò di rendersi sovrano indipendente dell'Egitto e coniò monete a suo nome. I suoi schemi vennero interrotti da due degli emiri che egli aveva fatto imprigionare e che, fuggiti, lo attaccarono nel suo ḥammām e lo uccisero.
I costanti cambiamenti nel governo dell'area causarono spesso problematiche con l'esercito ed all'inizio del XVII secolo gli ammutinamenti erano ormai molto frequenti; nel 1604 il governatore Ibrahim Pascià venne ucciso dai suoi stessi soldati e la sua testa venne posta sulla Bab Zuwayla. La ragione di questa rivolta era stato il tentativo di estorsione chiamato tulba, un pagamento forzato richiesto dalle truppe agli abitanti del paese per il loro mantenimento.
Nel 1609 scoppiò una guerra civile tra l'esercito e il Pascià, che aveva dalla sua parte vari reggimenti lealisti ed elementi beduini. I soldati vennero sconfitti dal Governatore Mehmed Pascià il quale, il 5 febbraio 1610, entrò trionfante al Cairo, decapitando i capi della rivolta e bandendo gli altri nella regione dello Yemen. Gli storici sono soliti definire questo evento come la seconda conquista dell'Egitto da parte degli ottomani. Öküz Mehmed Pascià introdusse fin dall'inizio una riforma finanziaria che rimise in sesto le tasse imposte con un sistema proporzionato alle possibilità contributive di ciascuno.

#### 1623 - 1656
Coi problemi nelle principali metropoli dell'Impero ottomano, il rispetto degli egiziani nei confronti dei loro governatori divenne sempre più flebile. Nel luglio del 1623, un ordine pervenne dalla Sublime Porta per dimettere Mustafa Pascià e nominare al suo posto governatore Çeşteci Ali Pascià. Gli ufficiali incontrarono il nuovo governatore incaricato e gli chiesero dei donativi d'uso, ma questi rifiutò e costoro inviarono lettere a Costantinopoli dichiarando la loro preferenza come governatore per Mustafa Pascià e non per ʿAli Pascià. Nel frattempo, ʿAli Pascià era arrivato ad Alessandria e aveva incontrato una delegazione del Cairo che gli comunicò la notizia che egli era divenuto persona non gradita in Egitto. Per tutta risposta egli fece arrestare e imprigionare il capo della delegazione. La guarnigione di Alessandria attaccò dunque il locale castello e riprese il prigioniero, pertanto ʿAli Pascià venne costretto ad imbarcarsi nuovamente. Poco dopo giunse da Costantinopoli la notizia che Mustafa Pascià era stato confermato quale nuovo governatore. A Mustafa succedette comunque Bayram Pascià nel 1626.
Gli ufficiali dell'esercito ottomano in Egitto venivano nominati tra le file delle varie milizie locali, profondamente legate all'aristocrazia del posto. Ridwan Bey, un emiro mamelucco, fu in grado di esercitare de facto la propria autorità sull'Egitto dal 1631 al 1656. Nel 1630 Musa Pascià venne prescelto quale nuovo governatore ma venne sopraffatto e deposto dall'esercito, indignato per l'esecuzione di Kits Bey, un ufficiale che aveva comandato le forze egiziane in Persia. Nel 1631 uno scritto proveniente da Costantinopoli approvava la condotta dell'esercito e nominava Khalil Pascià quale successore di Musa. Il Paese in questo periodo conobbe molte carestie e pestilenze, al punto che nella primavera del 1619 erano morte 635.000 persone, lasciando nel 1643 desolati 230 villaggi.

### L'ultimo periodo ottomano

#### 1707 - 1755

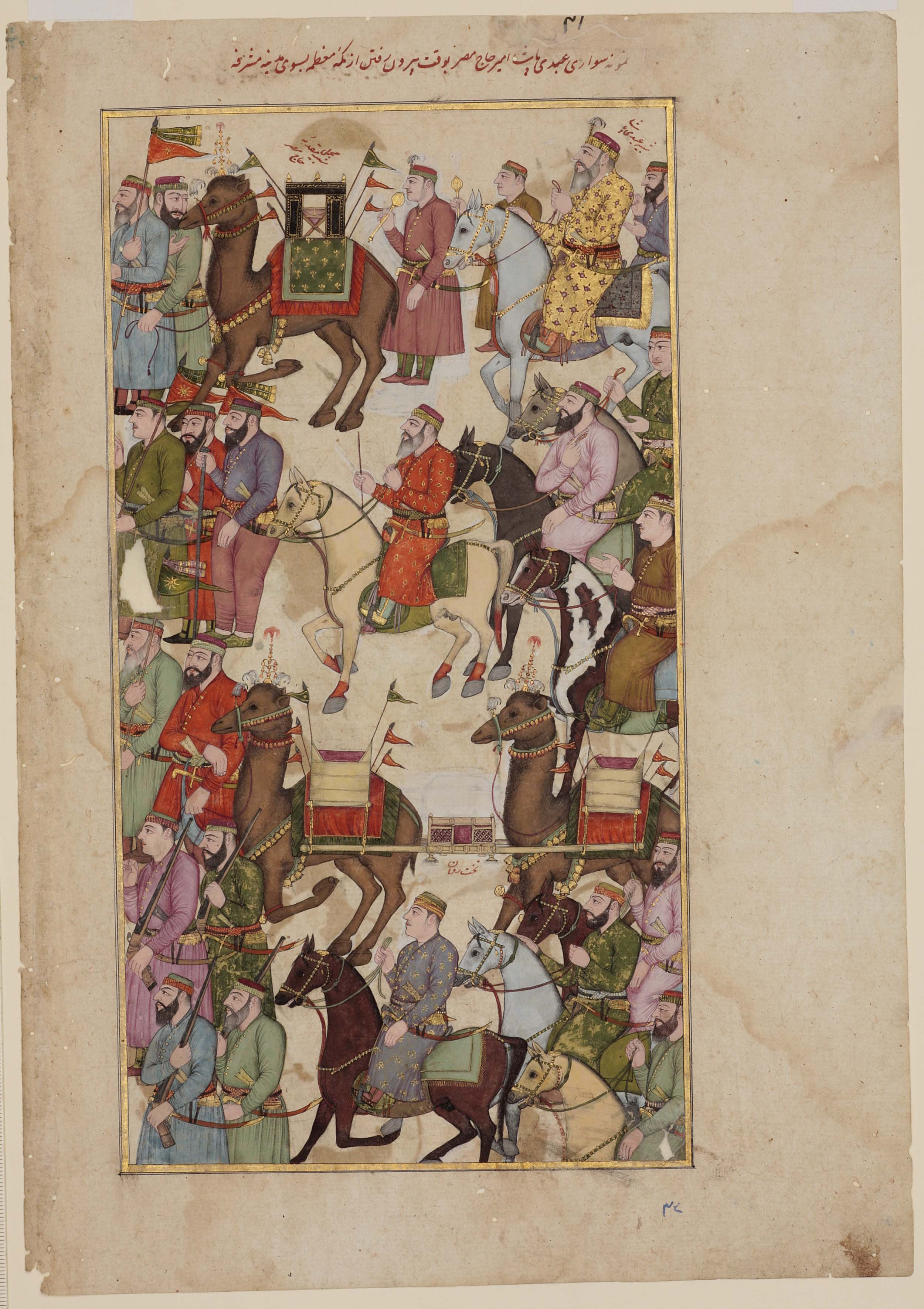
LAmīr al-Ḥajj nell'esercizio delle sue funzioni (dal manoscritto di Safi ibn Vali, Anis al-Ḥujjāj (Il Compagno del Pellegrinaggio). Originale indiano (forse del Gujarat), tra il 1677–80. Inchiostro, acquarello e doratura della carta: 33cm x 32,2cm.

Dal XVIII secolo l'importanza del Pascià venne avvilita dall'azione dei Bey mamelucchi; due dei quali, lo Shaykh al-Balad, e l'Amīr al-Ḥajj rappresentavano il vertice del potere politico neo-mamelucco.
Come ciò sia avvenuto è rimasto a tutt'oggi oscuro, in quanto le cronache turche dell'epoca quasi non ne parlano, per evidenti questioni propagandistiche. Nel 1707 lo Shaykh al-Balad Qasim Iywaz, che era a capo delle fazioni mamelucche dei qasimiti e dei fiqariti, si portò con le sue forze armate appena fuori del Cairo, rimanendovi per otto giorni. Dopo la fine di quel periodo, Qāsim Iywaz venne ucciso e il suo incarico passò al figlio Ismāʿīl che ne mantenne l'incarico per i successivi 16 anni, mentre i Pascià tentavano in ogni modo di riconciliare le fazioni avverse. Nel 1724, Ismāʿīl venne assassinato per le macchinazioni del Pascià in carica e Shirkas Bey (dell'opposta fazione) venne elevato all'incarico di Shaykh al-Balad al suo posto. 
Questo ben presto affidò il suo incarico al fido Dhū l-Fiqār e si recò in Alto Egitto. Dopo un breve periodo di tempo, fece ritorno alla testa di un grande esercito, col quale si scontrò col governatore, perendo. Lo stesso Dhū l-Fiqār venne assassinato nel 1730. Al suo posto venne nominato ʿOthmān Bey, che aveva prestato servizio come generale durante quell'ultima guerra.
Nel 1743, ʿOthmān Bey venne forzato ad abbandonare l'Egitto per gli intrighi di due avventurieri, Ibrahim e Riḍwān Bey, i quali avevano programmato di spodestarlo e di uccidere tutti coloro che si opponevano a questo progetto. I due procedettero dunque al governo dell'Egitto insieme, ricoprendo rispettivamente gli incarichi di Shaykh al-Balad e di Amīr al-Ḥajj ad anni alterni. Il tentativo del Pascià di rimuovere i due mamelucchi tramite un colpo di Stato fallì ed anzi lo stesso Pascià venne costretto a recarsi a Costantinopoli. Il suo successore, sulla base di un ordine segretamente ricevuto da Costantinopoli, riuscì a uccidere i due nel 1755.
ʿAli Bey, che si era distinto in un primo momento per la difesa delle carovane in Arabia contro i banditi, decise di vendicare la morte dell'amico Ibrahim e trascorse otto anni della sua vita nel cercare di guadagnarsi la fiducia dei mamelucchi ed altri sostenitori della sua causa, attirandosi il sospetto dello Shaykh al-Balad, Khalīl Bey, che infatti tentò di farlo uccidere nelle strade del Cairo, ragione per cui ʿAli fu costretto a recarsi nell'Alto Egitto. Qui egli incontrò anche Salib Bey che serbava rancori antichi nei confronti di Khalīl Bey, e i due organizzarono un esercito per tornare al Cairo e sconfiggere Khalīl. Khalīl venne forzato ad abbandonare la capitale per recarsi a Iaifla dove per un breve periodo di tempo rimase solo ma al sicuro. Scoperto poi dai suoi nemici venne portato ad Alessandria e infine strangolato. Dopo la vittoria di ʿAli Bey nel 1750, egli divenne il nuovo Shaykh al-Balad, ponendo come proprio primo obiettivo l'uccisione dei carnefici del suo maestro Ibrāhīm, ma il risentimento che questo atto gli causò poi presso i vari Bey gli causò l'allontanamento in Siria, ove egli seppe guadagnarsi la fiducia del governatore di Acri, Ẓāhir al-ʿOmar, che intercedette per lui presso il governo ottomano e lo fece ristabilire al suo posto di Shaykh al-Balad.

#### 1766 - 1798
Nel 1766, dopo la morte dei suoi sostenitori, il gran visir Koca Ragıp Pascià venne nuovamente costretto a lasciare l'Egitto alla volta dello Yemen, ma l'anno successivo una ripresa di potere del suo partito al Cairo gli concesse di ritornare in sicurezza. Riprendendo il suo incarico, egli elevò 18 dei suoi più stretti collaboratori al rango di Bey (tra cui anche Ibrāhīm e Murād, che prenderanno poi le redini dello Stato) come fece con Muḥammad Abū l-Dhahab, che era legato alla fazione di ʿAli Bey. Questi ricorse a misure severe per reprimere il brigantaggio dei beduini nel Basso Egitto.
Nel 1769, ad ʿAli Bey pervenne la richiesta di 12.000 uomini da inviare presso Costantinopoli per la guerra russo-turca del 1768–1774. La risposta che egli dette a Costantinopoli fu che avrebbe provveduto a trovare gli uomini necessari se vi fosse stato un surplus tra quanti gli erano necessari per difendere e assicurare l'indipendenza del proprio governatorato. La risposta di Costantinopoli fu di uccidere ʿAli e lo stesso ʿAli fece quindi uccidere il messaggero da Costantinopoli. La presa di posizione di ʿAli portò alla dichiarazione d'indipendenza dell'Egitto, e al Pascià vennero concesse 48 ore per abbandonare il Paese. Ẓāhir al-ʿOmar, Pascià di Acri, promise l'aiuto necessario.
L'Impero ottomano non fu in grado di prendere misure attive contro il movimento di ʿAli Bey e come tale l'operazione iniziata da quest'ultimo ebbe successo. ʿAli iniziò un programma di riforma delle finanze e della giustizia. Suo genero Abū l-Dhahab, venne inviato ad assoggettare gli Banū Hawwāra, che avevano occupato i territori tra Assuan e Asyūṭ, e una forza di 20.000 uomini venne inviata a conquistare lo Yemen. Un ufficiale di nome Isma'il Bey venne inviato con 8.000 uomini ad acquisire la sponda orientale del Mar Rosso, e Ilasan Bey venne inviato a occupare Gedda. In sei mesi gran parte della penisola araba era stata assoggettata ad ʿAli Bey ed egli nominò suo cugino in qualità di Sharif della Mecca ed egli stesso si proclamò Sultano d'Egitto e "Khān dei Due Mari". Nel 1771, in virtù di questo, egli coniò monete col suo nome e fece apporre la sua firma su tutti i decreti pubblici.
Abū l-Dhahab venne inviato con una forza di 30.000 uomini in quello stesso anno ad occupare la Siria ed alleati vennero inviati per negoziare alleanze con la Repubblica di Venezia e con la Russia. Rinforzato dall'alleato di ʿAli Bey, Ẓāhir al-ʿOmar, Abū l-Dhahab prese facilmente le principali città della Palestina e della Siria, raggiungendo infine Damasco, punto al quale dovette fermarsi pena entrare in contatto diretto coi domini dell'Impero ottomano. Egli iniziò ad evacuare dunque la Siria e marciò con tutte le forze che poté trovare nell'Alto Egitto, occupando Asyūṭ nell'aprile del 1772. Avendo ottenuto truppe ulteriori dai beduini, egli marciò verso il Cairo. Ismāʿīl Bey venne inviato da ʿAli Bey con una forza di 3.000 uomini per controllare l'avanzata nemica, ma Bastin Isma'il e le sue truppe preferirono aderire a quelle di Abū l-Dhahab. ʿAli Bey in un primo momento pensò a opporre una strenua difesa dall'interno della cittadina del Cairo, ma ricevendo poi informazioni dall'amico Ẓāhir al-ʿOmar di Acri che era intenzionato a concedergli rifugio, lasciò il Cairo per la Siria l'8 aprile 1772, il giorno prima dell'entrata trionfale in città di Abū l-Dhahab.
Ad Acri la fortuna di ʿAli sembrò tornare all'antico splendore. Un vascello russo ancorato al porto rientrava negli accordi previsti tra Egitto e Russia e gli avrebbe fornito tutti i rifornimenti necessari oltre che munizioni ed una forza di 3.000 guerrieri albanesi al suo servizio. Egli inviò uno dei suoi ufficiali, ʿAli Bey al-Ṭanṭāwī, a riprendere possesso dei villaggi siriani evacuati da Abū l-Dhahab ora in possesso degli ottomani. Egli personalmente guidò la presa di Giaffa e Gaza che cedette formalmente all'amico Ẓāhir al-ʿOmar di Acri. Il 1º febbraio 1773, egli ricevette informazioni dal Cairo che Abū l-Dhahab si era autoproclamato Shaykh al-Balad, e con quel potere stava ora praticando estorsioni tali che il popolo egiziano acclamava il ritorno di ʿAli Bey. Egli partì dunque alla volta dell'Egitto alla testa di 8.000 uomini e il 19 aprile si scontrò con l'esercito di Abu l-Dhahab a Ṣāliḥiyya. Le forze di ʿAli riuscirono a vincere la prima battaglia, ma quando gli scontri ripresero due giorni dopo, si ebbero le diserzioni di molti ufficiali e, afflitto da una malattia, non poté occuparsi direttamente delle questioni belliche. Il risultato fu una sconfitta completa per le sue forze, ed ʿAli stesso fu catturato e portato al Cairo, ove morì sette giorni dopo.
Dopo la morte di ʿAli Bey, l'Egitto tornò ad essere una provincia dipendente dall'Impero ottomano, governata da Abū l-Dhahab come Shaykh al-Balad, col titolo di Pascià. Poco dopo egli ricevette il permesso dal sultano ottomano di invadere nuovamente la Siria con l'intento di punire il sostenitore di ʿAli Bey, Ẓāhir al-ʿOmar, e lasciando Ismāʿīl Bey e Ibrāhīm Bey quali suoi rappresentanti al Cairo. Dopo aver preso possesso di molte città della Palestina, Abū l-Dhahab morì per cause ancora oggi sconosciute; Murād Bey, disertore della battaglia di Ṣāliḥiyya, riportò le forze in Egitto il 26 maggio 1775.
Ismāʿīl Bey divenne a quel punto Shaykh al-Balad, ma venne presto coinvolto in una disputa con Ibrāhīm e Murād che dopo alcuni tentativi riuscirono ad espellere Ismāʿīl dall'Egitto e insediarono una diarchia, così come era stata in precedenza (come lo Shaykh al-Balad e l'Amīr al-Ḥajj rispettivamente). Il governo congiunto perdurò sino al 1786, quando gli ottomani inviarono in Egitto una spedizione militare per restaurare il loro pieno potere sull'area. Murād Bey tentò di opporre resistenza, ma venne facilmente sconfitto. Egli, assieme ad Ibrahim, decise di abbandonare l'area nord per passare nell'Alto Egitto ed attendere un cambio degli eventi in loro favore. Il 1º agosto, il comandante turco fece il suo ingresso al Cairo dopo che violente misure erano state prese per restaurare l'ordine e fu lui a consentire al detronizzato Ismāʿīl Bey di riottenere il titolo ed il ruolo di Shaykh al-Balad, con la conseguente installazione di un nuovo pascià come governatore. Nel gennaio del 1791, una terribile epidemia di peste colpì il Cairo e altrove nell'Egitto, nella quale Ismāʿīl Bey e gran parte della sua famiglia caddero vittime. Necessitando di governanti competenti, Ibrāhīm e Murād Bey vennero richiamati dall'esilio e ripresero il loro governo duale, rimanendo in carica sino al 1798 quando Napoleone Bonaparte invase l'Egitto.

### L'occupazione francese

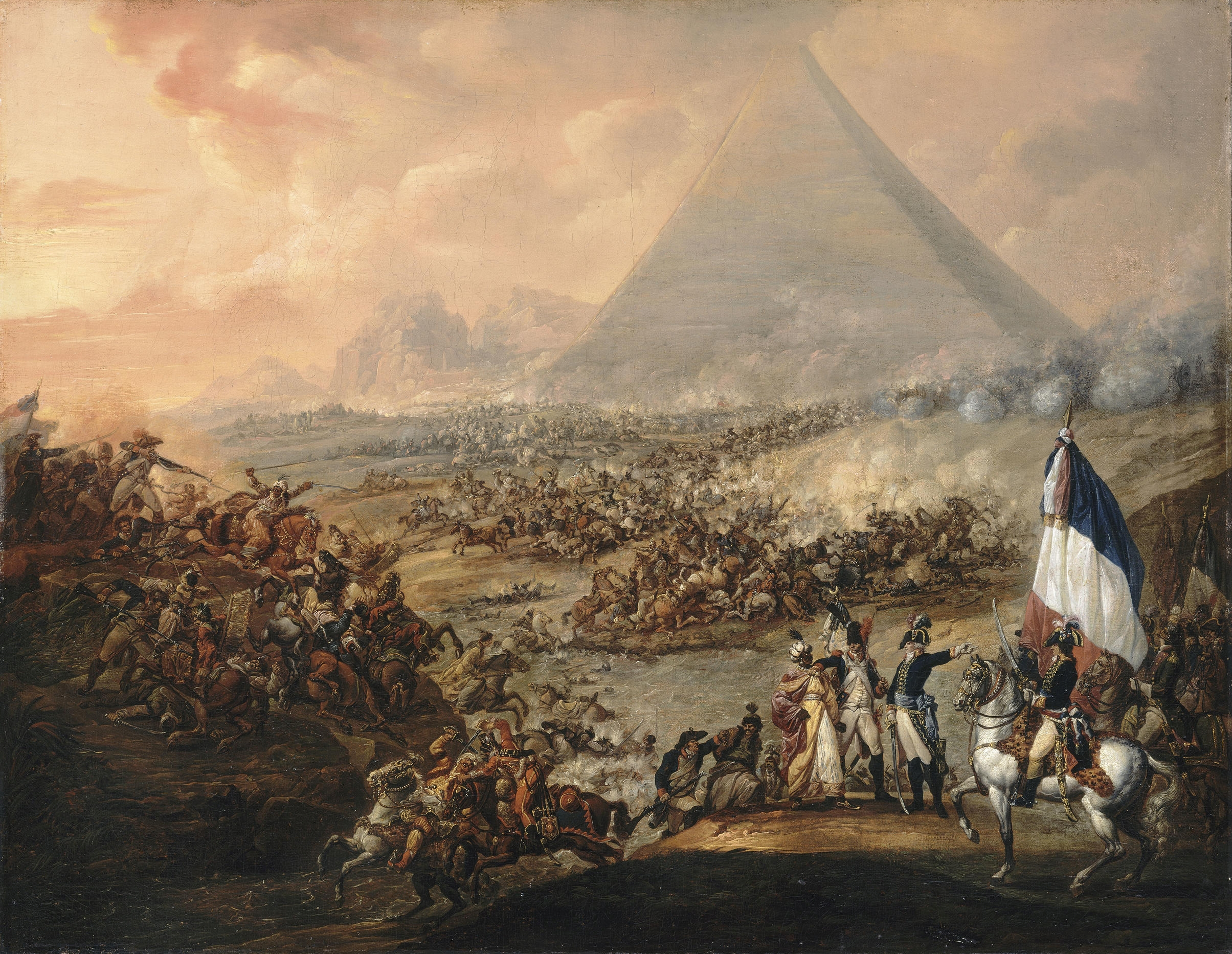
Battaglia delle Piramidi, Francois-Louis-Joseph Watteau, 1798–1799

#### Oggetto d'invasione
Il motivo dell'invasione francese dell'Egitto era quello di indebolire l'autorità della Sublime porta e sopprimere i mamelucchi. Nella proclamazione, stampata in caratteri arabi dopo poco la presa di Alessandria, Napoleone Bonaparte dichiarò la sua intenzione di rendere omaggio ad Allah, al profeta Maometto e al Corano più di quanto non avessero fatto i mamelucchi, aggiungendo che tutti gli uomini erano uguali e si distinguevano solo per il loro intelletto e le loro eccellenze morali. Nel futuro, sotto l'occupazione francese, ogni incarico in Egitto sarebbe stato aperto a tutte le classi di abitanti; la conduzione degli affari di Stato sarebbe stata concessa a uomini rinomati per talento, virtù e conoscenze e per dar prova che i francesi erano sinceri musulmani, Bonaparte propose anche la detronizzazione dell'autorità papale a Roma (che poi mise effettivamente in pratica per ben altri scopi).
Non vi erano dubbi inoltre sull'amicizia tra Francia e Impero ottomano, in quanto villaggi e città che capitolavano sotto i francesi dovevano portare sia la bandiera ottomana sia quella della Repubblica francese. Sembra ad ogni modo che questa proclamazione non convincesse molto gli egiziani. Dopo la battaglia di Embabeh (nota comunemente col nome di battaglia delle Piramidi), nelle quali sia le forze di Murad Bey sia quelle di Ibrahim Bey vennero sgominate, la popolazione prontamente si gettò a saccheggiare le case dei bey. 
Al Cairo venne fondato un consiglio municipale composto da persone tratte dai ranghi di sceicchi, mamelucchi e francesi. Poco dopo vennero aggiunti anche delegati da Alessandria e da altre città importanti dell'Egitto. Questo consiglio non fece altro se non ratificare i proclami ed i decreti emessi dal comandante militare francese, che continuava ad esercitare un potere di tipo dittatoriale.

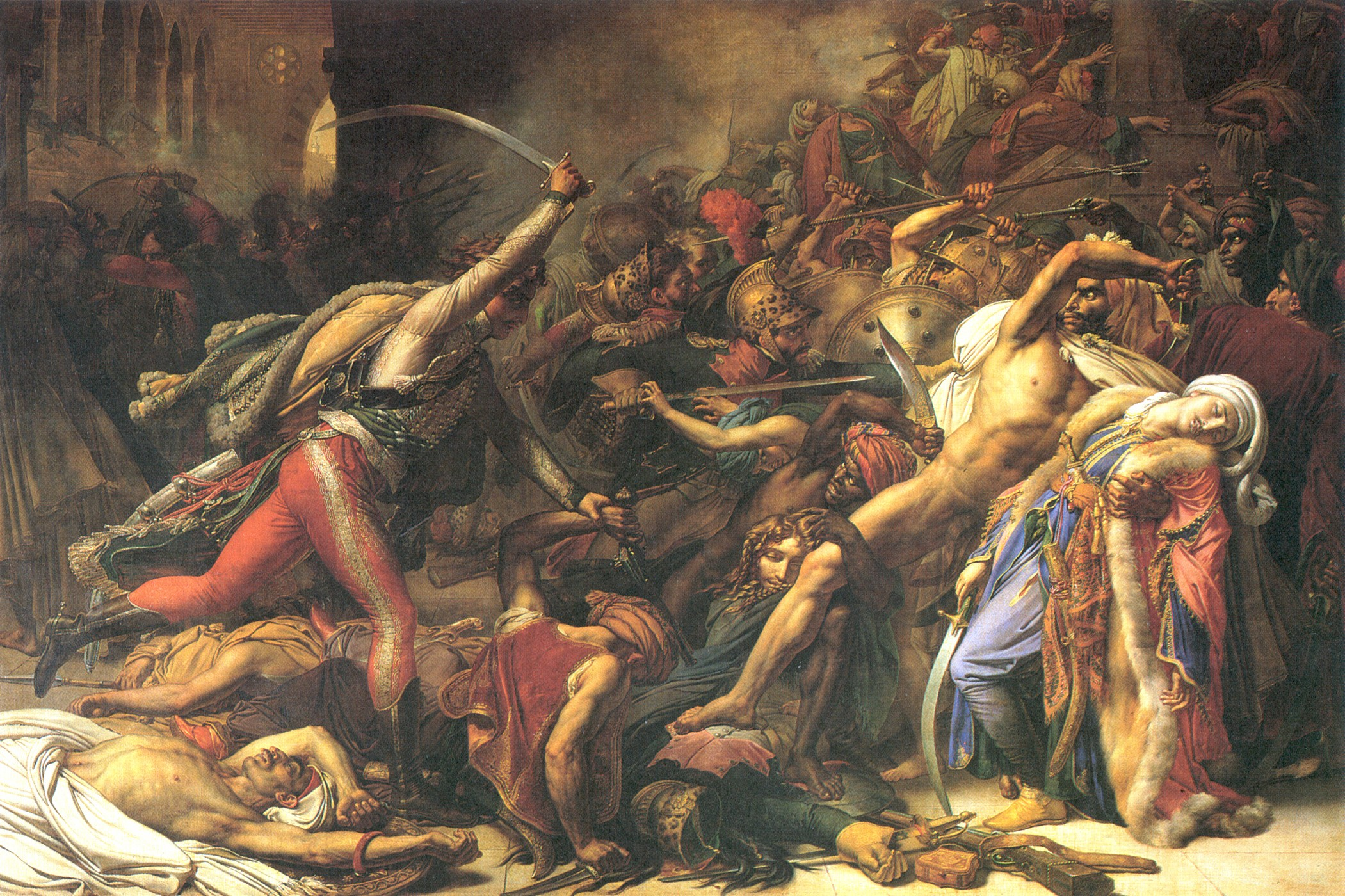
La rivolta del Cairo contro gli occupanti francesi.

#### La battaglia del Nilo
La distruzione della flotta francese nella battaglia del Nilo ed il mancato arrivo di nuove forze francesi nell'Alto Egitto (ove avevano raggiunto la prima cataratta) per catturare Murad Bey, fece capire agli egiziani che anche gli europei non erano invincibili. Come conseguenza anche di una serie di innovazioni non benvolute, le relazioni tra conquistatori e conquistati si deteriorarono giorno dopo giorno sino alla goccia che fece traboccare il vaso. L'imposizione di una nuova tassa sulle case datata al 22 ottobre 1798 portò allo scoppio di un'insurrezione al Cairo. Il quartier generale della rivolta si trovava presso l'Università al-Azhar e fu proprio in quest'occasione che il generale francese Dupuy, luogotenente-governatore del Cairo, venne ucciso. Le pronte misure del Bonaparte, aiutato dall'arrivo del generale Jean-Baptiste Kléber da Alessandria, riuscirono a sopprimere la rivolta ma provocarono ulteriori danni e mancanze di rispetto per la popolazione come lo stabilire il quartier generale della cavalleria francese nella moschea di al-Azhar che provocò verso i francesi il risentimento anche dei capi religiosi locali.
Di conseguenza a questi eventi, il consiglio deliberativo del Cairo venne soppresso, ma il 25 dicembre 1798 venne creato un proclama col quale si ricostituivano i due "Divan" che erano stati creati dai turchi; i nomi vennero cambiati in "Divan privato" (composto da 14 persone prescelte per estrazione e da 60 nominate dal governo che si riunivano giornalmente in assemblea) e il "Divan pubblico" (composto prettamente da funzionari e che si riuniva in caso di emergenza).
Il 3 gennaio 1799 Napoleone ricevette un dispaccio secondo il quale l'Impero ottomano aveva manifestato l'intenzione di voler invadere l'Egitto per riprendersi ciò che gli spettava e perciò optò per una spedizione in Siria, nominando governatori per le aree del Cairo, di Alessandria e dell'Alto Egitto durante la sua assenza.

#### La sconfitta dell'esercito turco

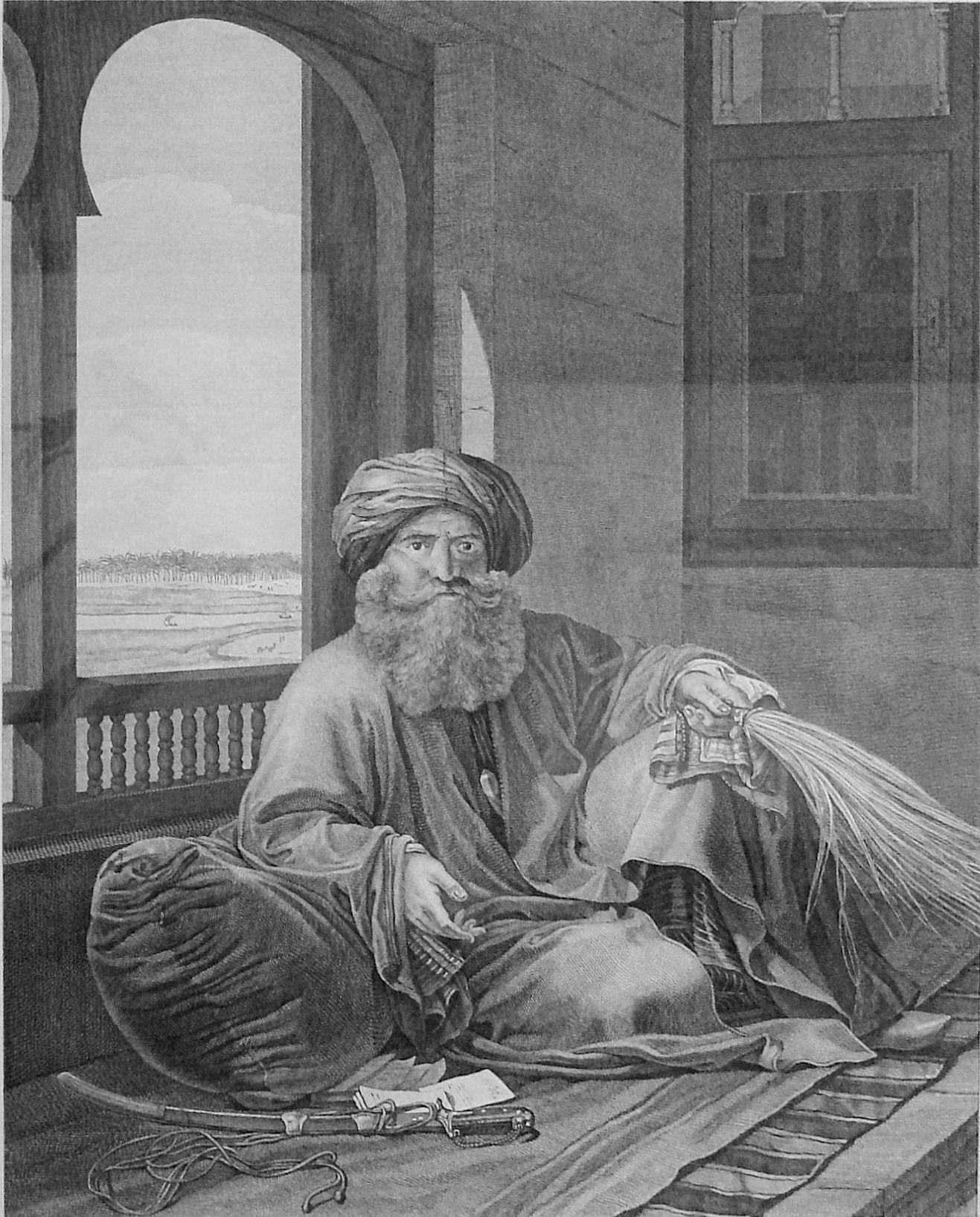
Murad Bey in un'incisione di Dutertre nella Description de l'Égypte, 1809.

Napoleone fece ritorno in Egitto dalla sua spedizione all'inizio di giugno del 1799. Murad Bey e Ibrahim Bey avevano colto l'occasione dell'assenza del generale francese per attaccare il Cairo con delle forze che avevano raccolto, ma Bonaparte giunse in tempo per sconfiggerli. Nelle ultime due settimane di luglio, egli riuscì a infliggere una pesante sconfitta all'esercito turco sbarcato ad Abukir, aiutato dalla flotta britannica comandata da sir Sidney Smith.
Poco dopo questa vittoria, il Bonaparte lasciò l'Egitto dopo aver nominato Kléber quale suo governatore, informando gli sceicchi locali che non sarebbe rimasto distante per più di tre mesi. Kléber riteneva che la condizione dei francesi in Egitto fosse estremamente pericolosa e scrisse al governo francese per esporre le sue ragioni. Dopo la partenza di Napoleone giunsero due spedizioni ottomane in Egitto per riprendere il controllo dell'area, una intercettata all'altezza di Damietta, mentre l'altra sotto il controllo di Yusuf Pascià riuscì a prendere possesso dell'area di Damasco. La prima di queste ebbe un certo rilievo in quanto i turchi riuscirono a firmare una convenzione il 24 gennaio 1800 secondo la quale i francesi dovevano lasciare entro breve l'Egitto. Le truppe turche avanzarono intanto a Bilbeis dove vennero ricevute dagli sceicchi del Cairo; nella capitale fecero ritorno anche i mamelucchi che nel frattempo erano stati costretti all'esilio.
Prima che i preparativi per la partenza dei francesi fossero completati, a Smith pervennero ordini dal governo inglese di trattare i soldati francesi come prigionieri di guerra. Quando questi ordini vennero comunicati a Kléber, egli cancellò l'ordine precedentemente dato ai suoi uomini e pose il paese in stato di difesa. La sua partenza, con gran parte dell'esercito, per attaccare i turchi ad al-Matariyya portò allo scoppiare di rivolte al Cairo, nel corso delle quali molti cristiani vennero uccisi barbaramente. Il partito nazionale non fu in grado di prendere possesso della cittadella della capitale, e Kléber dopo aver sconfitto l'armata turca, fu presto in grado di fare ritorno al Cairo. Il 14 aprile di quell'anno egli bombardò Bulaq e passò a bombardare Il Cairo stesso, che venne presa quella stessa notte. L'ordine venne in breve tempo ristabilito ed un totale di 12 milioni di franchi vennero imposti sui rivoltosi come taglie. Murad Bey ebbe un colloquio con Kléber e riuscì ad ottenere per sé il governo dell'Alto Egitto. Murad Bey morì poco dopo e gli succedette Osman Bey al-Bardisi.

#### L'assassinio di Kléber
Il 14 giugno di quell'anno, Kléber venne assassinato da un musulmano di nome Suleiman al-Halabi, il quale agì secondo sua spontanea confessione per incitazione di un giannizzero rifugiatosi a Gerusalemme che aveva inviato delle lettere degli Shaykh di al-Azhar. Pur non avendogli concesso supporto, tre sceicchi vennero uccisi dai francesi per rappresaglia. L'assassino stesso venne torturato ed impalato, malgrado la promessa di perdono che era stata fatta a lui e ai suoi complici. Il comando dell'esercito venne passato al generale barone Jacques-Francois Menou, uomo che si era convertito all'Islam e che stava operando per la conciliazione della popolazione musulmana grazie a vari provvedimenti, tra cui l'esclusione dei cristiani (con l'eccezione di un francese) dal divan, rimpiazzandoli coi Copti cristiani, ma monofisiti.
Durante le prime settimane del marzo 1801, i Britannici al comando di Sir Ralph Abercromby effettuarono uno sbarco ad Abuqir e procedettero verso Alessandria dove vennero attaccati da Menou; i francesi vennero respinti, ma il comandante britannico venne mortalmente ferito durante l'operazione. Il 25 marzo giunsero nuove truppe turche di rinforzo con la flotta del Kapudan Pascià Hüseyin. Forze combinate inglesi e turche presero la città di Rosetta. Il 30 maggio, il generale Augustin Daniel Belliard, comandante francese al Cairo, venne assalito su due fronti dalle forze inglesi al comando del generale John Hely Hutchinson e dalle forze turche al comando di Yusuf Pascià; dopo alcuni negoziati, Belhiard concordò di evacuare il Cairo e salpò coi suoi 13.734 uomini alla volta della Francia. Il 30 agosto, Menou venne costretto ad accettare condizioni simili e le sue forze di 10.000 uomini lasciarono Alessandria per l'Europa nel settembre di quello stesso anno. Questi due atti insieme segnarono la fine dell'occupazione francese dell'Egitto. Uno dei monumenti più significativi di questo periodo fu l'opera scritta Description de l'Égypte, compilata da un servo francese che accompagnò la spedizione.

### L'Egitto sotto il governo Muhammad ʿAli

#### La presa di potere di Muhammad ʿAli
Poco dopo l'evacuazione francese dell'Egitto, il Paese divenne teatro di molti altri problemi che conobbero il loro apice col tentativo degli ottomani di distruggere il cresciuto potere dei mamelucchi. Malgrado le promesse del governo britannico, venne trasmesso da Costantinopoli a Hüseyin Pascià l'ordine di epurare i principali bey, mettendoli a morte. Secondo lo storico egiziano dell'epoca, al-Jabarti, i bey vennero invitati a una festa a bordo di una nave da guerra turca e qui vennero attaccati; ad ogni modo, sir Robert Wilson e M.F. Mengin riferirono che i bey vennero uccisi su una nave presso la baia di Abukir. I bey si batterono ma vennero sopraffatti e alcuni di loro vennero uccisi, altri vennero fatti prigionieri. Tra i prigionieri vi era anche Osman Bey al-Bardisi, che era stato gravemente ferito. Il generale britannico Hutchinson, informato di questo tranello, immediatamente prese provvedimenti contro i turchi, accordando la propria protezione a tutti i feriti e prigionieri. Allo stesso tempo, Yusuf Pascià arrestò tutti i bey del Cairo, ma presto i britannici lo costrinsero a consegnarli loro per venire rilasciati.
Husrev Pascià fu il primo governatore ottomano dell'Egitto dopo l'espulsione dei francesi. La forma di governo non era ad ogni modo la stessa esistente prima dell'invasione francese e i mamelucchi non rimasero al potere. Il Pascià, e attraverso di lui il sultano, ripetutamente tentò di sanare le problematiche interne, spingendo Husrev a scontrarsi in campo aperto con 7.000 uomini contro i mamelucchi a Damanhur ma i primi vennero sconfitti e nelle mani dei mamelucchi caddero anche munizioni, cannoni e molte armi degli egiziani fedeli al sultano ottomano. Questo fatto portò ad una guerra civile tra albanesi, mamelucchi e ottomani.

#### La campagna contro i sauditi (1811–1818)
Muhammad Ali preparò un esercito di 20.000 uomini (tra cui 2.000 cavalieri) al comando di suo figlio Tusun, ragazzo di soli sedici anni, e lo inviò contro i sudditi dell'Emirato di Dirʿiyya innecando una guerra ottomano-saudita. Dalla fine del 1811, Tusun aveva ricevuto rinforzi e aveva conquistato Medina dopo un prolungato assedio. Egli prese successivamente Gedda e La Mecca, sconfiggendo i sauditi e catturando il loro generale.
Dopo la morte del capo dei sauditi, Saʿūd, Muhammad ʿAli concluse un trattato col suo figlio e successore, ʿAbd Allah I, nel 1815.
Tusun fece ritorno in Egitto dopo aver sentito dello scoppio di rivolte militari al Cairo, ma morì nel 1816 all'età di 20 anni. Muhammad ʿAli, insoddisfatto della conclusione del trattato coi sauditi, e non completamente soddisfatto della sua posizione, si determinò ad inviare un nuovo esercito in Arabia. Questa spedizione, comandata dal suo figlio primogenito Ibrahim Pascià, lasciò l'Egitto nell'autunno del 1816 e prese la capitale saudita di Dirʿiyya nel 1818.

#### Riforme
Durante l'assenza di Muhammad ʿAli in Arabia i suoi rappresentanti al Cairo avevano completato la confisca, iniziata nel 1808, di gran parte delle terre appartenenti ai grandi proprietari terrieri della zona che vennero forzati ad accettare una corrispondente pensione. Con questo rivoluzionario metodo di nazionalizzazione della terra, Muhammad ʿAli iniziò a divenire fisicamente proprietario di tutto il suolo egiziano.
Il pascià inoltre tentò di riorganizzare le sue truppe secondo linee europee, ma questo portò a non pochi ammutinamenti proprio nella capitale. La vita di Muhammad Ali era in pericolo ed egli cercò rifugio di notte nella cittadella, mentre i suoi soldati commettevano saccheggi in tutta la regione. La rivolta venne ridotta di furore con la presa di alcuni capi e insorgenti e fu lo stesso Muhammad Ali a prevedere che quanti fossero stati danneggiati venissero rimborsati dei danni subiti. Il progetto del Nizam Gedid (Nuovo Ordinamento) venne però, come conseguenza di questo ammutinamento, abbandonato per il momento.
Mentre Ibrahim venne coinvolto nella seconda campagna araba, il pascià rivolse la sua attenzione nel rafforzare l'economia egiziana. Egli creò dei monopoli di stato sui prodotti principali del Paese. Costruì diverse fabbriche e dal 1819 iniziò l'escavazione di un nuovo canale ad Alessandria d'Egitto, chiamato Mahmudiyya (dal sultano regnante in Turchia all'epoca). Il vecchio canale è rimasto per lungo tempo in disuso e la necessità di un nuovo canale tra Alessandria ed il Nilo era operazione molto sentita dalla popolazione. La conclusione nel 1838 del trattato commerciale con la Turchia, negoziato da sir Henry Bulwer (Lord Darling), diede un duro colpo al sistema dei monopoli, anche se l'applicazione dei termini del trattato per l'Egitto venne rimandata di alcuni anni.
Altro fatto notabile nel progresso economico del Paese fu lo sviluppo della coltivazione del cotone lungo il Delta del Nilo a partire dal 1822. Il cotone piantato proveniva dal Sudan ed era acquistato da Maho Bey, dando vita ad una nuova industria che nel giro di pochi anni fece guadagnare a Muhammad ʿAli introiti considerevoli.
Molti sforzi vennero fatti per promuovere l'educazione e lo studio della medicina. Ai mercanti europei, dai quali dipendeva per le sue esportazioni, Muhammad ʿAli mostrò particolare favore e sotto la sua influenza il porto di Alessandria crebbe notevolmente per importanza. Fu sempre su incoraggiamento di Muhammad ʿAli che vennero ripresi stabili collegamenti commerciali tra Europa e India attraverso l'Egitto.

#### L'invasione della Libia e del Sudan
Nel 1820 Muhammad ʿAli diede ordine di iniziare la conquista della parte orientale della Libia. La sua prima spedizione (febbraio 1820) conquistò ed annetté l'oasi di Siwa. L'intento di Muhammad ʿAli per il Sudan era quello di estendere i suoi domini verso sud per trarre ampi commerci dalle carovane che si dirigevano verso il Mar Rosso ed assicurarsi le ricche miniere d'oro presso Sennar. Egli sperava conseguentemente di riuscire a costituire un nuovo esercito anche con l'uso di reclute locali.
Le forze destinate a quest'impresa erano guidate da Isma'il Pascià, figlio minore di Muhammad ʿAli. Esse consistevano di 4000-5000 uomini tra turchi ed arabi. Le truppe lasciarono il Cairo nel luglio del 1820 sconfiggendo poco dopo la Nubia, la provincia di Dongola ed i rimanenti mammelucchi dispersi.
Mahommed Bey, con forze di eguale consistenza, venne inviato da Muhammad ʿAli contro Kordofan sempre con risultati positivi per l'Egitto, ma non senza sanguinosi scontri. Nell'ottobre del 1822, Ismail, assieme ai suoi uomini catturati, venne arso vivo da Nimr, il mek (king) di Shendi, e Mahommed Bey che era noto per la sua crudeltà rispose a questo atto con atti terribili e richieste di tasse sulla popolazione. In questo periodo venne fondata la città di Khartum, e negli anni successivi il governo degli egiziani venne esteso sino al controllo del Mar Rosso tramite l'ottenimento dei porti di Suakin e Massaua.

#### La campagna greca
Muhammad ʿAli era conscio del fatto che l'impero che aveva laboriosamente costruito era difatti dipendente da quello che era anche il suo padrone, ovvero il sultano turco Mahmud II, la cui politica era orientata a piegare gli eccessi di potere dei suoi sottoposti con la forza, sfruttando se necessario anche i nemici del pascià in Egitto, tra i quali spiccava il gran visir Husrev Pasha, che non aveva dimenticato l'umiliazione del 1803.
Mahmud stava nel frattempo pianificando delle riforme sul modello occidentale e Muhammad ʿAli, che aveva avuto diverse occasioni per osservare la superiorità dei metodi europei, era determinato ad anticipare il sultano nella creazione di una flotta e di un esercito moderno e sul modello europeo, in parte come misura precauzionale, in parte come strumento per la realizzazione del suo schema di ambizioni. Prima dello scoppio della guerra d'indipendenza greca nel 1821, egli aveva già speso tempo ed energie nell'organizzare una propria flotta sotto la supervisione di istruttori francesi di modo da formare ufficiali ed artificieri locali anche se si dovette attendere sino al 1829 perché nel porto di Alessandria venisse costruito un vero e proprio arsenale in grado di costruire ed equipaggiare vascelli da guerra. Dal 1823, ad ogni modo, egli ebbe successo nel riorganizzare l'esercito rimpiazzando i turbolenti turchi e albanesi al suo servizio con sudanesi e Fulani. La forza delle nuove unità venne dimostrata nella soppressione della rivolta del 1823 degli albanesi al Cairo con l'uso di sei reggimenti disciplinati di sudanesi; dopo quell'evento Mehemet Ali non venne più disturbato da rivolte interne.
La sua preparazione e la sua forza portò il sultano a richiedere l'intervento dell'Egitto nella soppressione della rivolta degli insorgenti greci, offrendo come ricompensa i pascialiti di Morea e Siria. Mehemet Ali era già dal 1821 governatore di Creta, isola che era stata occupata per mano di una piccola forza militare greca. Nell'autunno del 1823 una flotta di 60 navi da guerra egiziane con un carico di 17.000 uomini si concentrarono nella baia di Suda e nel marzo successivo il comandante Ibrahim sbarcò in Morea.
Malgrado le vittorie navali dettate dalla superiorità della flotta egiziana, le truppe di terra non ebbero egual fortuna dal momento che la presenza di molte bande di insorgenti greci che bene conoscevano il loro territorio rese difficile organizzare uno scontro in campo aperto come le truppe egiziane erano state abituate ad affrontare. La storia degli eventi che portarono poi alla battaglia di Navarino ed alla liberazione della Grecia è spiegata altrove, ma il ritiro delle forze egiziane dalla Morea fu l'ultima azione che l'Egitto compì all'estero per conto dell'Impero ottomano.

#### Le guerre contro i turchi
Anche se Muhammad ʿAli aveva ottenuto il solo titolo di wali, egli si era autoproclamato chedivè, ovvero viceré ereditario, già durante il suo periodo di incarico. Il governo ottomano, sebbene irritato, non fece nulla per contrastare questo potere sin quando Muhammad ʿAli non invase la Siria governata dagli ottomani nel 1831. La Siria era stata promessa a Muhammad dal sultano Mahmud II per la sua assistenza durante la guerra d'indipendenza greca, ma dopo la conclusione nefasta della guerra il territorio non gli era stato corrisposto come da contratto. Questo fatto portò ad un'alleanza degli ottomani con gli inglesi per il contrattacco del 1839.
Nel 1840, i britannici bombardarono Beirut e le forze anglo-ottomane sbarcarono ad Acri. Gli egiziani vennero costretti a ritirarsi verso l'Egitto e la Siria tornò ad essere nuovamente una provincia ottomana. Come risultato della convenzione di Londra del 1840, Muhammad ʿAli rinunciò a tutte le conquiste a eccezione del Sudan, e in cambio si vide riconosciuto dal sultano turco il titolo di governatore ereditario dell'Egitto per sé e per i propri eredi.

### I successori di Muhammad Ali
Dal 1848, per Muhammad Ali ormai vecchio e affetto da demenza senile, il figlio Ibrāhīm chiese le dimissioni da governatore e promosse la sua ascesa al trono. Il sultano ottomano accettò questa richiesta e Muhammad Ali venne rimosso dal potere. Ad ogni modo, Ibrāhīm morì di tubercolosi il mese successivo, mentre suo padre morirà solo nel 1849.
A Ibrāhīm succedette suo nipote ʿAbbās I che venne poi assassinato da due suoi schiavi nel 1854 e lasciò la successione al quarto figlio di Muhammad Ali, Saʿīd. Questi portò avanti molti dei progetti iniziati da suo padre ma il suo fu un regno secondario e non denso di eventi come quello del genitore.
Saʿīd governò per soli nove anni, e suo nipote Ismāʿīl, altro nipote di Muhammad Ali, gli succedette alla sua morte. Nel 1867, il sultano ottomano consentì a Ismāʿīl l'uso del titolo di chedivè.